# Lac Couture

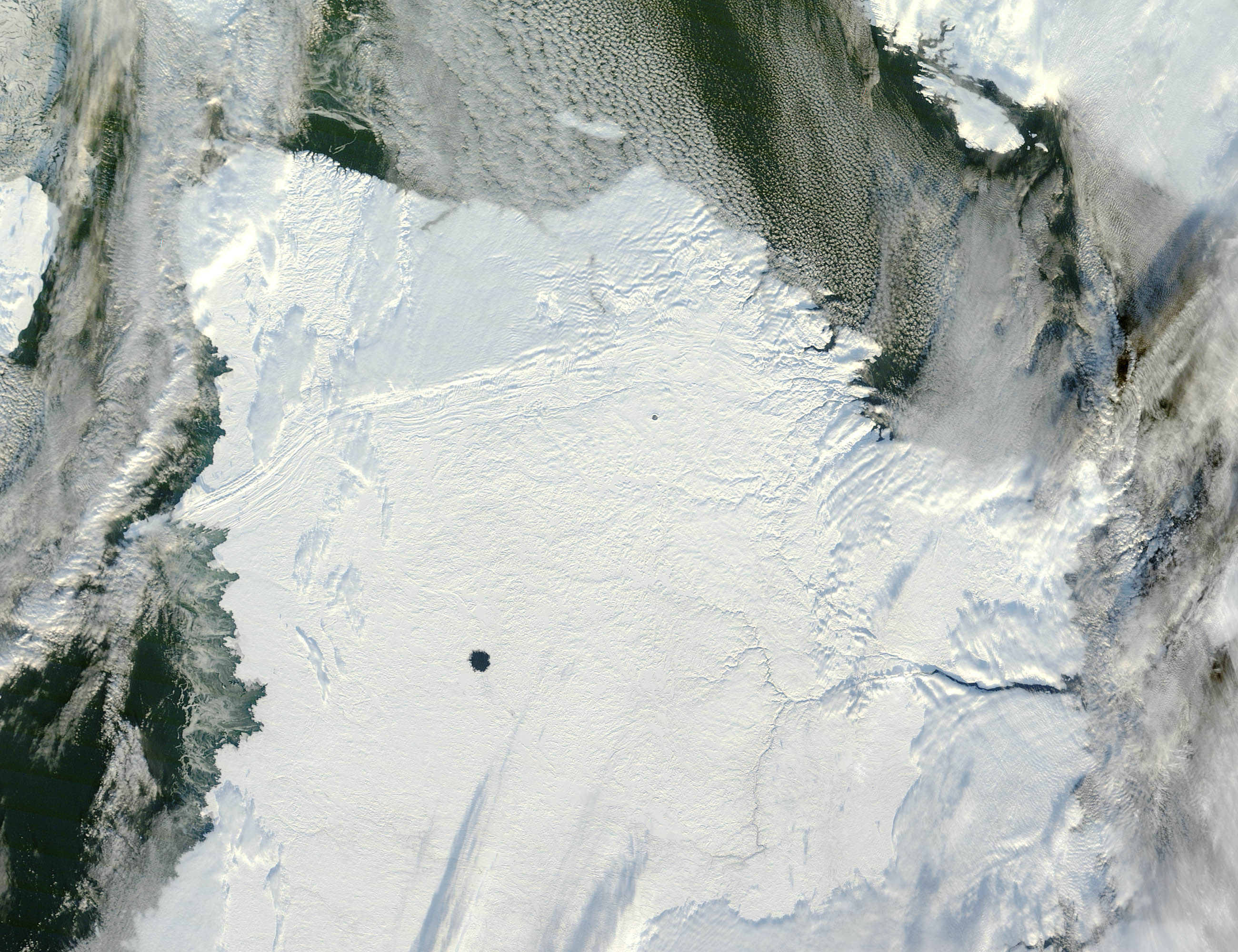
Le lac Couture est visible comme une surface circulaire libre de glace sur cette photographie satellite de la pointe septentrionale du Québec prise le 25 novembre 2012. La grande profondeur (150 mètres) du lac Couture et celle (246 mètres) du lac du cratère des Pingualuit leur confère une inertie thermique qui fait en sorte que ces deux lacs ne se couvrent de glace qu'à une date plus tardive à l'automne que les autres lacs de la région.

Le lac Couture est une étendue d'eau du Nunavik recouvrant un cratère de météorite. 
Situé à environ 10 km au sud du lac Duquet, dont il reçoit les eaux, et à plus de 100 km à l'est du village de Puvirnituq et de la baie d'Hudson, le lac Couture alimente les plans d'eau plus au sud. D'une superficie de 256 km2 et d'un diamètre de 8 km, il serait le résultat d'un impact météoritique produit avant la période glaciaire. Son âge est estimé à 400 ± 50 millions d'années (Silurien).

## Hydronymie
En plus d'un canton, un lac est désigné à la mémoire de Guillaume Couture (1618-1701) qui a, en 1663, participé à la recherche de la mer du Nord. Au cours de son expédition, il atteindra le lac Mistassini le 26 juin 1663, mais les Indiens qui l'accompagnaient ne voulant pas poursuivre plus loin, il n'atteignit pas la baie d'Hudson. La dénomination Lac Couture paraît sur la carte du Québec (1946).